# Епельпетьях
Епельпетьях (устар. Епель-Петь-Ях) — река в России, протекает по Сургутскому району Ханты-Мансийского АО. Левый приток Большого Югана. Длина реки составляет 114 км, площадь водосборного бассейна — 1300 км².
Берёт исток из озера Айяун на высоте 93,8 м над уровнем моря. Устье реки находится в 521 км от устья Большого Югана, на высоте около 46 м над уровнем моря.

## Притоки
(км от устья)
- 4 км: река без названия (пр)
- 18 км: река без названия (пр)
- 31 км: река без названия (пр)
- Ентль-Янгиль (лв)
- 54 км: река без названия (пр)
- Хлиркенъюльх (лв)
- 68 км: река без названия (пр)
- 79 км: Ай-Епельпетьях (пр)
- 89 км: Икмельюльх (лв)
- 93 км: Ай-Икмельюльх (пр)

## Данные водного реестра
По данным государственного водного реестра России относится к Верхнеобскому бассейновому округу, водохозяйственный участок реки — Обь от города Нефтеюганск до впадения реки Иртыш, речной подбассейн реки — Обь ниже Ваха до впадения Иртыша. Речной бассейн реки — (Верхняя) Обь до впадения Иртыша.